# Realitat virtual a la ficció
La realitat virtual a la ficció fa referència a representacions fictícies del concepte tecnològic de la realitat virtual.
Existeixen moltes pel·lícules i llibres de ciència-ficció que han incorporat el concepte de realitat virtual en la seva trama, com per exemple personatges endinsant-se en la realitat virtual.

## Literatura
La sèrie de relats curts (més endavant convertits en novel·la) anomenats The Man Who Awoke (1933) (en espanyol rep el nom El hombre que despertó en el futuro, publicat per l'Editorial Edaf) escrit per Laurence Manning, descriu una època en la qual les persones demanen estar connectades a una màquina que substitueix tots els seus sentits amb impulsos elèctrics, i d'aquesta manera poder viure una vida virtual escollida per ells (com passa a The Matrix, però de manera voluntària). L'any 1935 es va publicar un model específic i comprensiu de realitat virtual al relat curt anomenat Pygmalion’s Spectacles de Stanley G.Weinbaum. Hi ha altres llibres del gènere de ciència-ficció que han promogut la idea de la realitat virtual com a mitjà de substitució parcial (però no total) de la misèria de la realitat, o plantejar-la com un mètode de crear mons virtuals en el qual es podria escapar de la terra. La història I (Professor Corcoran) (1961) de Stanislaw Lem tracta d'un científic que crea un nombre de persones generades per ordinadors vivint en un món virtual. Més endavant va explorar les implicacions del que ell cridava “phantomátiques” en la seva novel·la no fictícia Summa Technologiae de 1964.
Altres obres populars de ficció també utilitzen la idea de realitat virtual. Entre ells es troba Neuromancer (1984) de William Gibson, en el qual es descriu el concepte de ciberespai, així com en la seva novel·la Virtual Light de 1994, en la qual el MacGuffin és una presentació visible amb un tipus d'ulleres de realitat virtual. Altres exemples són Snow Crash de Neal Stephenson, en la qual es fa ús del terme avatar per a descriure la presentació d'un individual en el món virtual, o The Hacker and the Ants de Rudy Rucker, en la qual hi ha un programador que utilitza la realitat virtual per dissenyar i estudiar els robots. A la sèrie de 4 novel·les de Otherland escrites per Tad Williams i publicades entre 1996 i 2001, la història succeeix als anys 2070, es presenta un món en el qual Internet s'ha tornat accessible mitjançant la realitat virtual. Una altra novel·la més recentment és Ready Player One (2011) d'Ernest Cline, aquesta planteja un sistema de realitat virtual anomenat OASIS que la gent fa servir per a escapar de la realitat d'una terra que es mor.

## Cinema
Realitat virtual és un concepte que es va popularitzar gràcies a pel·lícules com Brainstorm (1983) i The Lawnmower Man (1993). La sèrie animada Codi Lyoko ocorre en un món virtual basat en Internet anomenat Lyoko.
- La novel·la Simulacron-3 de l'escriptor Daniel F. Galouye, va ser adaptada al cinema en la pel·lícula Welt am Draht, de Rainer Werner Fassbinder de 1973, on es presenta una simulació de realitat virtual dins d'una altra realitat virtual.
- L'any 1983, es publica la pel·lícula Brainstorm de Natalie Wood i Christopher Walken, la qual gira entorn de la producció, l'ús i l'ús incorrecte d'un aparell de realitat virtual.
- La pel·lícula dirigida per Paul Verhoeven Total Recall de l'any 1990, és una adaptació de la història We Ca Remember it for You Wholesale de Philip K.Dick.
- Al film de 1991 Until de End of the World de Wim Wenders tracta d'un sistema semblant a la realitat virtual que s'utilitza per a gravar i reproduir somnis.
- La pel·lícula de 1992, The Lawnmower Man explica la història d'un científic que fa ús d'un sistema de realitat virtual per a impulsar l'evolució, mental i física, del seu jardiner, mentalment discapacitat.
- Arcade de 1993 tracta d'un joc nou de realitat virtual (joc que dona nom a la pel·lícula) que atrapa als jugadors en el seu món.
- La pel·lícula Strange Days és un thriller de ciència-ficció on existeix la possibilitat de comprar gravacions de realitat virtual il·legals de delictes gravats des de la perspectiva del delinqüent.
- A la pel·lícula Johnny Mnemonic de 1995, el protagonista Johnny (Keanu Reeves) fa ús d'unes ulleres de realitat virtual i una Interfície Cervell-Computadora per a accedir a Internet i d'aquesta manera poder extreure informació encriptada del seu propi cervell.
- Al filmVirtuositi de 1995 mostra a Russell Crowe com un assassí en sèrie a la realitat virtual anomenat SID 6.7 (Sadistic, Intelligennt i Dangerous) aquest s'utilitza en una simulació per a entrenar als policies de la nostra realitat, però l'assassí aconsegueix escapar al món real.
- The Thirteenth Floor de 1999 és una pel·lícula que adapta la novel·la anomenada Simulacron-3 de Daniel F. Galouye i tracta de dues realitats virtuals, una dins de l'altra.
- L'any 1999 la pel·lícula The Matrix (i les seves seqüeles) van indagar en la possibilitat que el nostre món en realitat sigui una gran realitat virtual (més precisament, realitat simulada) creada per màquines d'intel·ligència artificial.
- A la pel·lícula eXistenZ (1999) de David Cronenberg, ocorren molts canvis de realitat de manera contínua, al final de la pel·lícula és difícil conèixer si els protagonistes han tornat a la “realitat” o no.
- A la pel·lícula Avatar (2009) els humans es connecten a avatars mitjançant una tecnologia avançada, d'aquesta manera permeten als avatars dur a terme les accions dels humans.
- Surrogates (2009) és una pel·lícula que tracta d'una Interfície Cervell-Computadora que permet a la gent controlar robots humanoides molt realistes, rebent un feedback sensorial total.
- Al thriller de ciència-ficció Inception (2010) és una pel·lícula que tracta sobre un lladre professional que s'apropia d'informació infiltrant-se en el subconscient. Aquest pot crear pensaments artificials tan realistes que una vegada implantats en la ment d'una persona, aquesta creu que són els seus propis pensaments.[4]
- La pel·lícula OtherLife (2017) tracta sobre una forma de realitat virtual biològica.
- Ready Player One de 2018, dirigida per Steven Spielberg és una pel·lícula basada en la novel·la del mateix nom d'Ernest Cline, aquesta és sobre un joc de realitat virtual anomenat OASIS.

## Televisió
- A la sèrie de Doctor Who L'assassí mortal, retransmesa per primera vegada l'any 1976, introdueix una realitat generada per ordinadors amb un aspecte de somni, anomenat the Matrix.
- La sèrie britànica de ciència-ficció Xarxa Dwarf de la BBC2, ens presenta un joc de realitat virtual anomenat "Better Than Life" al qual els protagonistes han estat connectats durant molts anys.
- VR Troopers de Saban és una sèrie de superherois que també fa ús del concepte.
- El holodeck que s'utilitza a Star Trek: The Next Generation és un dels millors exemples de realitat virtual en la cultura popular. En aquest cas, els escenaris poden ser modificats pels usuaris en temps real fent ús d'una interfície d'idioma natural. Es fa representa la realitat virtual de manera diferent d'altres, s'utilitza una habitació física en comptes d'una interfície neural o alguna espècie de casc.
- La sèrie Sword Art Online de 2012 mostra un concepte de realitat virtual MMORPG (Videojoc de rol multijugador massiu en línia), en aquesta el jugador pot morir en la vida real quan mor dins del joc. En la seva continuació de 2014, Sword Art Online II, es proposa la idea de portar un personatge virtual al món real mitjançant càmeres; aquest fet pot permetre que un personatge, confinat en un llit, pugui atendre l'escola per primera vegada.
- Accel World (2012) expandeix la idea de realitat virtual amb el joc Brain Burst, el qual fa possible que els jugadors guanyin punts per a accelerar. Accelerar significa que el jugador pugui percebre les imatges a la seva al voltant 1000 vegades més ràpid, augmentant el seu sentit de consciència.
- La sèrie de ciència-ficció Black Mirror ha tractat el concepte de realitat virtual en diferents episodis.
  - A l'episodi Playtest apareix un viatger que s'inscriu en una prova d'un nou sistema aparentment revolucionari de videojocs desenvolupat per una companyia de videojocs anomenada SaitoGemu, però acaba sent complicat saber on acaba el joc i comença la realitat.
  - L'episodi anomenat San Junipero mostra una realitat simulada, creada per l'empresa TCKR Systems, ambientada en l'any 1987 en la qual els personatges poden viure, fins i tot després de morir.
  - USS Callister és un episodi en el qual es presenta un joc que utilitza la realitat virtual de l'empresa TCKR Systems. Un director de tecnologia fa ús d'aquesta realitat virtual per representar al capità d'una nau espacial del seu programa preferit, en la qual mana a la seva tripulació, els quals són clons digitals escanejats a partir de l'ADN dels seus companys de feina.
  - A l'episodi titulat Striking Vipers es presenta a dos amics que es connecten a un joc de lluita en una realitat virtual anomenada ''Striking Vipers X'', els dos amics acaben mantenint sexe en aquesta realitat virtual.
- L'any 2018 es va estrenar a Espanya la sèrie digital de ciència-ficció i realitat virtual Wake Up. En aquesta sèrie, proven la nova eina "Wake Up" de la E.D.O. (Education Departament Unit), aquesta podrà permetre l'aprenentatge mitjançant una aplicació, amb un grup de joves, que a causa d'un error, perdran la capacitat de distingir la realitat i la realitat virtual.[5]

## Ràdio
- A la BBC Ràdio 7, l'any 2009 es va emetre Planet B, un drama de ciència-ficció ambientat en un món virtual. Va ser una de les majors comissions per un programa dramàtic original.[6]